# Czermin (Powiat Mielecki)
Czermin ist ein Dorf im Powiat Mielecki der Woiwodschaft Karpatenvorland in Polen. Es ist Sitz der gleichnamigen Landgemeinde mit etwa 7000 Einwohnern.

## Geographie
Der Ort liegt am rechten Ufer des Bachs Breń Stary im Sandomirer Becken, 4 km westlich des Flusses Wisłoka und 8,5 km nordwestlich der Stadt Mielec. Die Nachbarorte sind Łysakówek und Borowa im Norden Pławo, Orłów, Wola Pławska und Rzędzianowice im Osten, Trzciana im Süden, sowie Łysaków, Szafranów, Breń Osuchowski und Dąbrówka Osuchowska im Westen.

## Geschichte
Ursprünglich wurde das Dorf Wisłoka genannt und wurde im Jahr 1211 als das ab dem Jahr 1190 zu den Prämonstratenserinnen in Busko gehörende Dorf Cirmino erstmals erwähnt. Jan Długosz erwähnte das Dorf in den Jahren 1470 bis 1480 als Czyrnin.
Bei der Ersten Teilung Polens kam das Dorf Czermin 1772 zum neuen Königreich Galizien und Lodomerien des habsburgischen Kaiserreichs (ab 1804).

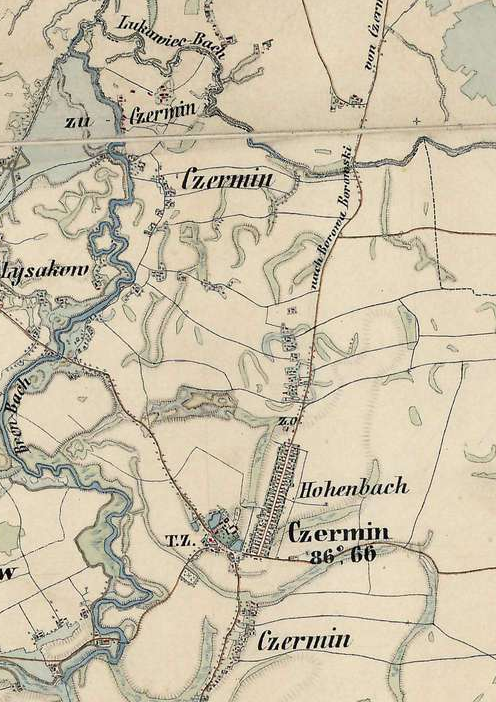
Czermin und Hohenbach auf der Franziszeischen Landesaufnahme um die Mitte des 19. Jahrhunderts

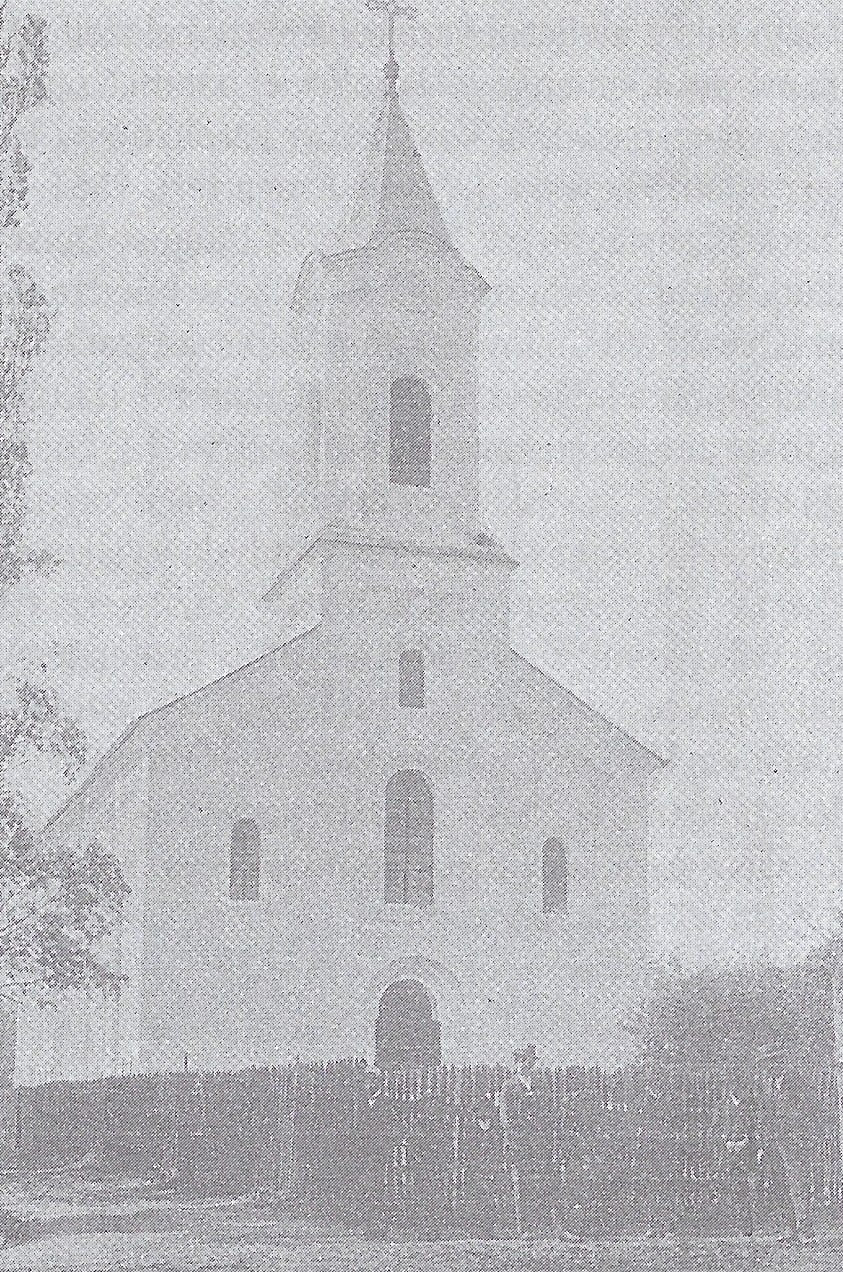
Lutherische Kirche in Hohenbach

Im Jahr 1783 im Zuge der Josephinischen Kolonisation auf dem Grund des Dorfes Czermin wurden deutsche Kolonisten verschiedener Konfession angesiedelt. Die Kolonie Hohenbach (heutiger Weiler Kolonia) rechnete anfänglich 56/57 Familien oder 208 Personen. Mit 376 Hektar war es die größte Kolonie im Sandomirer Becken. Im Jahre 1812 gab es in der Kolonie 314 Menschen. Die evangelische Filialgemeinde der Pfarrgemeinde Reichsheim wurde gegründet, seit 1867 war Hohenbach der Sitz dieser Gemeinde. Im Jahre 1875 gab es in Hohenbach 440 Protestanten und eine deutsche Schule, der Pastor war Karl Johann Zipser aus Bielitz im Teschener Schlesien. Bis 1880 stieg die Zahl der Deutschen auf 434.
Im Jahre 1900 hatte die Gemeinde Czermin im Bezirk Mielec 190 Häuser mit 1043 Einwohnern, davon waren alle polnischsprachig, 938 römisch-katholisch, es gab 49 Juden, 56 anderen Glaubens. Die Gemeinde Hohenbach hatte 64 Häuser mit 440 Einwohnern, davon waren 435 polnischsprachig, 4 deutschsprachig, 52 römisch-katholisch, 13 Juden, 375 anderen Glaubens (überwiegend evangelisch).
1918, nach dem Ende des Ersten Weltkriegs und dem Zusammenbruch der k.u.k. Monarchie, kamen beide Gemeinden zu Polen. Unterbrochen wurde dies durch die Besetzung Polens durch die Wehrmacht im Zweiten Weltkrieg, währenddessen es zum Generalgouvernement gehörte.
1921 deklarierten sich 313 Personen in Hohenbach als deutscher Nationalität, viel mehr als im Jahr 1900, neben Reichsheim, Padew und Ranischau die größte Zahl im Sandomirer Becken. Nach 1926 wurde der deutsche Ortsname aufgehoben. Vor dem Weltkrieg strebte Herbert Czaja, der Professor am Gymnasium in Mielec, das Deutschtum in der Umgebung mit beschränkten Erfolg wiederzubeleben. Die Besatzer verstärkten die Bemühungen nach dem Umbruch des Weltkriegs. Hans Zimmermann aus Czermin bzw. Hohenbach wurde zum neuen Bürgermeister in Mielec, während Rudolf Zimmerman in die Gestapo eintrat. Die Nachgeborenen der Kolonisten, die mit den Besatzern mitarbeiteten, mussten 1944 nach Westen flüchten.
Von 1975 bis 1998 gehörte Czermin zur Woiwodschaft Rzeszów.

## Gemeinde
Zur Landgemeinde (gmina wiejska) Czermin gehören neun Dörfer mit einem Schulzenamt.